# A Spannata
A Spannata era una revista literària en llengua corsa. Ha publicat un grapat de nombres el 1981, malgrat les dificultats de finançament. L'objectiu de la revista era promoure la parla de la Còrsega del Sud. La directora de la revista fou Matalena Rotily-Forcioli, i el cap de redacció, Ghjacumu Biancarelli. Entre els principals col·laboradors s'hi trobaren Ghjuvanni Ambrogi, Paulu Bungelmi, Marcu Ceccarelli, Rinatu Coti, Petru Foata, Ghjaseppu Paganelli i Iviu Pajanacci.
Els redactors d'A Spannata posaren l'accent en afirmar que el cors és na llengua força vairada i rica. La divisa de la revista era Diversità faci ricchezza.